# Перепись населения США (1810)

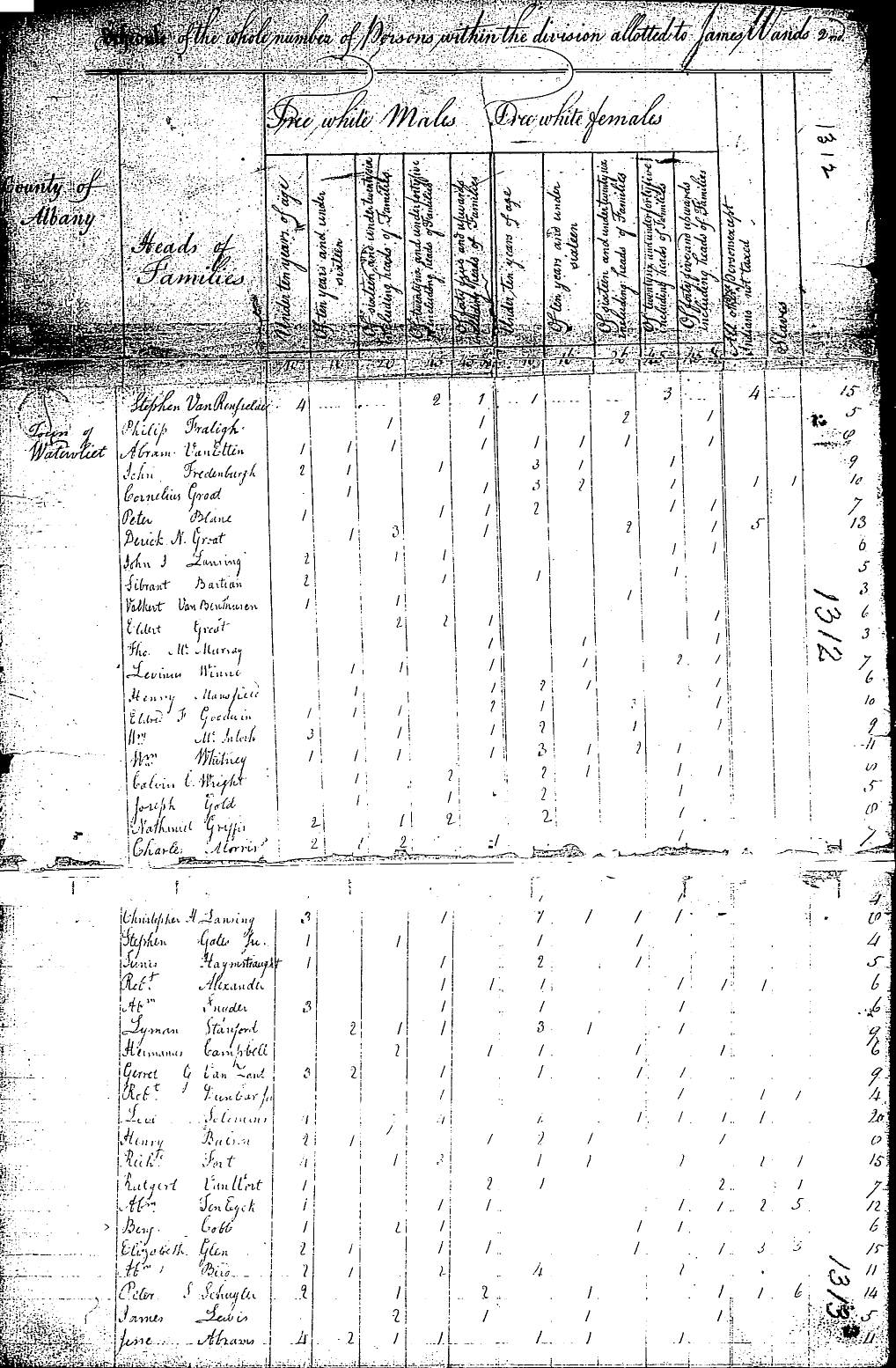
Бланк для переписи населения США 1810 года

Перепись населения США 1810 года была третьей переписью населения проводимой в США. Она была проведена 6 августа 1810 года.
Перепись показала, что из 7 239 881 человек, проживающих на территории США, 1 191 362 были рабами. Перепись населения 1810 года проходила также в новом штате: Луизиана. Результаты переписи в штатах Джорджия, Миссисипи, Нью-Джерси, Огайо, Теннесси, а также в Округе Колумбия были утеряны с годами.

## Вопросы
При переписи 1810 года задавались следующие вопросы (схожи с переписью 1800 года):
1. Город или поселение
2. Имя главы семейства
3. Число свободных белых мужчин младше 10 лет
4. Число свободных белых мужчин в возрасте 10-16 лет
5. Число свободных белых мужчин в возрасте 16-26 лет
6. Число свободных белых мужчин в возрасте 26-45 лет
7. Число свободных белых мужчин старше 45 лет
8. Число свободных белых женщин младше 10 лет
9. Число свободных белых женщин в возрасте 10-16
10. Число свободных белых женщин в возрасте 16-26
11. Число свободных белых женщин в возрасте 26-45
12. Число свободных белых женщин старше 45 лет
13. Общее число свободных членов семьи
14. Число рабов

## Результаты переписи
|    | Город           | Штат           | Население |
| -- | --------------- | -------------- | --------- |
| 1  | Нью-Йорк        | Нью-Йорк       | 119 734   |
| 2  | Филадельфия     | Пенсильвания   | 53 722    |
| 3  | Балтимор        | Мэриленд       | 46 555    |
| 4  | Бостон          | Массачусетс    | 33 787    |
| 5  | Чарльстон       | Южная Каролина | 24 711    |
| 6  | Нортен-Либертиз | Пенсильвания   | 19 874    |
| 7  | Новый Орлеан    | Луизиана       | 17 242    |
| 8  | Саутворк        | Пенсильвания   | 13 707    |
| 9  | Сейлем          | Массачусетс    | 12 613    |
| 10 | Олбани          | Нью-Йорк       | 10 762    |

## Доступность информации
Информации по каждому гражданину, участвовавшему в переписи 1810 года, не сохранилось, но общая информация по небольшим территориям, включая картографические материалы, могут быть скачаны из Национальной историко-географической информационной системы. 